# Chapelle Notre-Dame-des-Grâces de Salzuit
La chapelle Notre-Dame-des-Grâces est une chapelle située sur la commune de Salzuit (France).

## Localisation
La chapelle est située en bordure de la RN 102, sur la commune de Salzuit dans le département de la Haute-Loire, en région Auvergne-Rhône-Alpes.

## Histoire
La chapelle, probablement construite avant le XVe siècle, présente deux caractéristiques d'intérêt : un plan qui s'approche de la forme cruciforme et une architecture extérieure simple, ainsi que des vestiges de peintures murales. Selon certaines hypothèses, la nef actuelle pourrait être l'extension de la chapelle primitive, datant du XVe siècle. À la croisée du transept se trouve un petit clocheton avec un beffroi en fer forgé. L'entrée de cette deuxième travée est marquée par un arc en tiers-point avec chanfrein. En 1625, des travaux de rénovation significatifs ont été réalisés à l'intérieur de la chapelle, y compris des peintures murales.

## Protection
La chapelle Notre-Dame-des-Grâces est inscrite au titre des monuments historiques par arrêté du 20 février 1980.
Le groupe sculpté de la Vierge de Pitié, déposé depuis 1984 au presbytère de Salzuit, est classé au titre d'objet depuis 1961.

## Valorisation du patrimoine
Des visites guidées y sont organisées par l'équipe du Pays d'Art et d'Histoire du SMAT du Haut-Allier.